# Trophée des champions 2017
Navigation
Klagenfurt 2016 Shenzhen 2018
L'édition 2017 du Trophée des champions est la 41e édition du Trophée des champions et se déroule le 29 juillet 2017 au Stade Ibn-Batouta au Maroc. Il s'agit de la quatrième édition disputée en Afrique et la deuxième édition disputée à Tanger après l'édition 2011.
Les règles du match sont les suivantes : la durée de la rencontre est de 90 minutes puis en cas de match nul, une séance de tirs au but est réalisée pour départager les équipes. Trois remplacements sont autorisés pour chaque équipe.
Le match oppose le gagnant de la Ligue 1 2016-2017 l'AS Monaco et le gagnant de la Coupe de France 2016-2017 le Paris Saint-Germain.

## Feuille de match
| 29 juillet 2017 | AS Monaco  | 1 - 2   | Paris Saint-Germain    | Stade Ibn-Batouta, Tanger, Maroc                       |                                                        |
| 21 h 00 (UTC+2) | Sidibé 30e | (1 - 0) | 51e Alves · 63e Rabiot | Spectateurs : 43 761 Arbitrage : Noureddine El Jaafari | Spectateurs : 43 761 Arbitrage : Noureddine El Jaafari |
| 21 h 00 (UTC+2) | Rapport    |         |                        | Spectateurs : 43 761 Arbitrage : Noureddine El Jaafari | Spectateurs : 43 761 Arbitrage : Noureddine El Jaafari |

| Monaco | Paris SG |

| Gardien de but  | 1  | Danijel Subašić     |     |     |
| D               | 38 | Almamy Touré        |     |     |
| D               | 25 | Kamil Glik          | 51e |     |
| D               | 5  | Jemerson            |     |     |
| D               | 4  | Terence Kongolo     |     | 66e |
| M               | 19 | Djibril Sidibé      | 49e | 77e |
| M               | 17 | Youri Tielemans     |     |     |
| M               | 2  | Fabinho             | 82e |     |
| M               | 27 | Thomas Lemar        |     |     |
| A               | 9  | Radamel Falcao      |     |     |
| A               | 10 | Kylian Mbappé       |     | 71e |
| Remplaçants :   |    |                     |     |     |
| Gardien de but  | 16 | Diego Benaglio      |     |     |
| D               | 6  | Jorge               |     |     |
| D               | 24 | Andrea Raggi        |     |     |
| M               | 8  | João Moutinho       |     |     |
| M               | 20 | Rony Lopes          |     | 66e |
| A               | 11 | Guido Carrillo      |     | 71e |
| A               | 12 | Allan Saint-Maximin |     | 77e |
| Entraîneur :    |    |                     |     |     |
| Leonardo Jardim |    |                     |     |     |

| Gardien de but | 16 | Alphonse Aréola    |     |     |
| D              | 12 | Thomas Meunier     |     |     |
| D              | 5  | Marquinhos         |     |     |
| D              | 2  | Thiago Silva       |     |     |
| D              | 20 | Layvin Kurzawa     |     |     |
| M              | 6  | Marco Verratti     | 82e | 90e |
| M              | 8  | Thiago Motta       |     | 71e |
| M              | 25 | Adrien Rabiot      |     |     |
| A              | 32 | Dani Alves         |     |     |
| A              | 9  | Edinson Cavani     |     |     |
| A              | 10 | Javier Pastore     |     | 86e |
| Remplaçants :  |    |                    |     |     |
| Gardien de but | 1  | Kevin Trapp        |     |     |
| D              | 3  | Presnel Kimpembe   |     |     |
| M              | 14 | Blaise Matuidi     |     | 71e |
| M              | 18 | Giovani Lo Celso   |     |     |
| M              | 24 | Christopher Nkunku |     | 90e |
| A              | 15 | Gonçalo Guedes     |     | 86e |
| A              | 22 | Jesé               |     |     |
| Entraîneur :   |    |                    |     |     |
| Unai Emery     |    |                    |     |     |